# Bidania-Goiatz
Bidania-Goiatz (fins al 2013 Bidegoian) és un municipi de Guipúscoa, al País Basc. va néixer en 1964 quan es van fusionar dos municipis fins llavors independents: Bidania i Goiatz. En comptes de què el nou municipi prengués el nom de Bidania-Goiatz, que hagués estat el més convencional, els mandataris del poble de llavors van inventar un nou nom per al naixent municipi. Aquest nom és un curiós joc de paraules; ja que d'una banda és un acrònim format pels noms de les dues poblacions que formen el municipi: BIDeGOIAn; i d'altra banda significa en euskera a la part alta del camí. Aquest nom serveix perfectament com descripció de la ubicació del municipi, ja que Bidania-Goiatz es troba en una petita plana envoltada de forests, a la qual necessàriament cal arribar, tant des d'Azpeitia, com des de Tolosa coronant un port de muntanya.
El municipi es troba literalment enclavat "a la part alta del camí" que va des de Tolosa fins a Azpeitia. Es tracta del municipi guipuscoà el nucli urbà del qual se situa a major altitud. El municipi limita amb Albiztur a l'est, amb Errezil al nord-oest i amb Beizama al sud-oest. Posseïx també un petit enclavament de terreny al nord d'Itsasondo. Entre Bidania i Goiatz només hi ha 1 km de distància.

## Economia i societat
La suma de les poblacions de Bidania i Goiatz va arribar a rondar els 1100 habitants en la dècada de 1940. Posteriorment la població va ser descendint fins a situar-se en els 400 habitants en 1991. Actualment la població s'ha estabilitzat i fins i tot assisteix a un lleuger repunt. De la població del municipi Bidania té 328 habitants i Goiatz 111.

## Eleccions
Resultats de les eleccions municipals per a l'ajuntament del municipi des de 1979 a 2007.
- Eleccions municipals 1979 L'únic partit que es va presentar en el municipi van ser els independents per Bidegoian, que van aconseguir 109 vots, i els 7 escons del municipi.
- Eleccions municipals 1983 Dos partits es van presentar a l'ajuntament del municipi. EAJ-PNB i Herri Batasuna. El partit EAJ-PNB va ser el vencedor amb 181 vots i 4 escons, enfront dels 109 i 3 escons de Herri Batasuna.
- Eleccions municipals 1987 Tres partits es presenten aquesta vegada a les eleccions municipals. EAJ-PNB, Herri Batasuna i Eusko Alkartasuna. EA va assolir 164, el que es va traduir en 4 escons, Herri Batasuna va assolir 108 vots, el que es va traduir en 2 escons, i EAJ-PNB va obtenir 69 vots, el que es va traduir en un escó.
- Eleccions municipals 1991 Tres partits es presenten a aquestes eleccions a l'ajuntament. Mantenen la seva candidatura Eusko Alkartasuna i EAJ-PNB, desapareix la candidatura de Herri Batasuna, a favor dels independents per Bidegoian. EA va obtenir 145 vots, que es va traduir en 3 escons, EAJ-PNB va obtenir 116 vots, que es va traduir en 2 escons, i els Independendents per Bidegoian van obtenir 87 vots, assolint altres dos escons.
- Eleccions municipals 1995 Tres partits es van presentar a l'ajuntament; EAJ-PNB, EA i HB. Eusko Alkartasuna va mantenir els seus 3 escons, amb 149 vots, Herri Batasuna va assolir 2 escons gràcies als 82 vots obtinguts, i EAJ-PNB va assolir altres dos escons gràcies als 79 vots rebuts.
- Eleccions municipals 1999 Dos partits van recórrer a les eleccions a l'ajuntament. Eusko Alkartasuna i Euskal Herritarrok. EA va assolir 149 vots, el que es va traduir en 4 escons, i EH va assolir 137 vots, que es va traduir en 3 escons.
- Eleccions municipals de 2003 Dues llistes es van presentar a l'ajuntament. D'una banda, la coalició EAj-PNB/EA, que va assolir 156 vots, i els 7 escons, amb la qual cosa va obtenir majoria absoluta enfront de la llista oposada, PP, que va assolir solament 3 vots, sense aconseguir cap representació en l'ajuntament.
- Eleccions municipals de 2007 Dos partits es van presentar en el municipi, Eusko Alkartasuna i el Partit Popular. El primer va obtenir 152 vots, i els 7 escons possibles, mentre que PP va obtenir 13 vots, sense assolir representació en l'ajuntament per segona vegada.

## Història
El primer esment escrita sobre Goiatz data de 1027, Les primeres notícies referides a Bidania daten de 1399, encara que tots els historiadors coincideixen que es tracta d'una població més antiga. Des de llavors la història de Bidania i Goiatz ha transcorregut paral·lela al llarg de la història. Ambdues poblacions van ser fundadores i van formar part de l'Ajuntament Major de Sayaz, juntament amb Errezil, Beizama i Aia. En 1563 l'ajuntament major es va desfer i ambdues poblacions van poder formar concejos independents, encara que no van arribar a obtenir el títol de viles. No obstant això l'ajuntament major va ser substituïda per la Unió de Sayaz, mitjançant la qual els seus integrants seguien enviant representants comuns a les Juntes Generals de Guipúscoa.
A causa de la seva localització geogràfica en el centre de la província, Bidania va ser triada com seu on se celebrarien la Juntes Particulars (és a dir extraordinàries) de Guipúscoa a partir de 1466. En 1470 el rei Enric IV de Castella va revocar parcialment la seva anterior disposició i va establir diverses possibles seus per a les juntes guipuscoanes, encara que entre elles seguia estant la de Bidania. Quan se celebraven an Bidania les juntes, la casa Usarraga era l'edifici que les acollia. Posteriorment, després del seu desparición, aquestes se celebraven a l'església. Ja en el segle xx, i més concretament en 1964 els municipis de Bidania i Goiatz es fusionen en un únic municipi que es denominaria Bidegoian. El 2013, l'Ajuntament va canviar el nom oficial del municipi a Bidania-Goiatz.

## Personatges il·lustres
- Lorenzo Bereciartua (1895-1968): Natural de Bidania. Sacerdot i catedràtic de dret canònic. Va ser bisbe d'Andeca, Sigüenza i finalment de Sant Sebastià a partir de 1963.